# Leptoiulus borisi
Leptoiulus borisi är en mångfotingart som beskrevs av Karl Wilhelm Verhoeff 1926. Leptoiulus borisi ingår i släktet Leptoiulus och familjen kejsardubbelfotingar. Inga underarter finns listade i Catalogue of Life.